# Pekingese
Pekingese (populärt även pekinges eller pekines) är en hundras med ursprung i Kina och framavlad i Storbritannien som räknas som rasens hemland. Den är en dvärghund och sällskapshund. Rasen är sannolikt en dvärgväxtmutation av tempelhundar och fick bara ägas av den kejserliga familjen. Pekingesen liknar den rituella lejonhunden. De första fem pekingeserna kom till Europa efter att Peking intagits under andra opiumkriget. Efter andra världskriget var pekingese världens populäraste dvärghund. Det är en vänlig och värdig hund som är både vaken och intelligent. Den kan uppfattas som lite reserverad. Alla färger är tillåtna förutom leverbrun.
Pekingese är en trubbnosig (brakycefal) hundras på grund av att man har avlat på ärftliga defekter så att hundarnas skallben blivit kortare än normalt.